# 卡特斯堡 (印地安納州)
卡特斯堡（英語：Cartersburg）是位於美國印地安納州亨德里克斯縣的一個非建制地區。該地的面積和人口皆未知。